# Stazione di Palermo Aeroporto
La stazione di Palermo Aeroporto è la stazione ferroviaria del servizio ferroviario metropolitano di Palermo che serve l'aeroporto di Palermo-Punta Raisi.
È il capolinea della linea Piraineto-Punta Raisi, breve diramazione della ferrovia Palermo-Trapani. Si trova all'interno del territorio comunale di Cinisi.

## Storia
La stazione, originariamente denominata Punta Raisi, venne attivata nell'ottobre 2001, contemporaneamente alla diramazione ferroviaria che la collega alla stazione di Piraineto della linea Palermo-Trapani.
Successivamente, dal 29 giugno 2015 al 7 ottobre 2018, essendo stata sospesa la circolazione tra la stazione di Palermo Notarbartolo e Punta Raisi per lavori di potenziamento infrastrutturale riguardanti il passante ferroviario di Palermo, quest'ultima è stata oggetto di riqualificazione.
Il 3 dicembre 2023 la stazione è stata ridenominata Palermo Aeroporto.

## Strutture e impianti
La stazione si trova completamente sotto il livello stradale, l'ingresso unico avviene attraverso l'aerostazione della quale rappresenta il livello -1, ed è composta da tre binari.

## Movimento
La stazione è collegata con la stazione di Palermo Centrale con cadenza bioraria nei feriali e oraria nei festivi. 
Nel periodo estivo (solo nei festivi) nella stazione effettuano servizio i regionali veloci da e per Termini Imerese e Cefalù. 
Da dicembre 2023 sono state attivate due coppie di regionali diretti con la stazione di Agrigento Centrale.Inoltre con il cambio di orario 2025 viene aggiunto un nuovo treno serale per Agrigento, in occasione della Capitale italiana della cultura per il 2025.

## Servizi
La stazione dispone di:
- Biglietteria;
- Servizi igienici;
- Bar;

## Galleria d'immagini

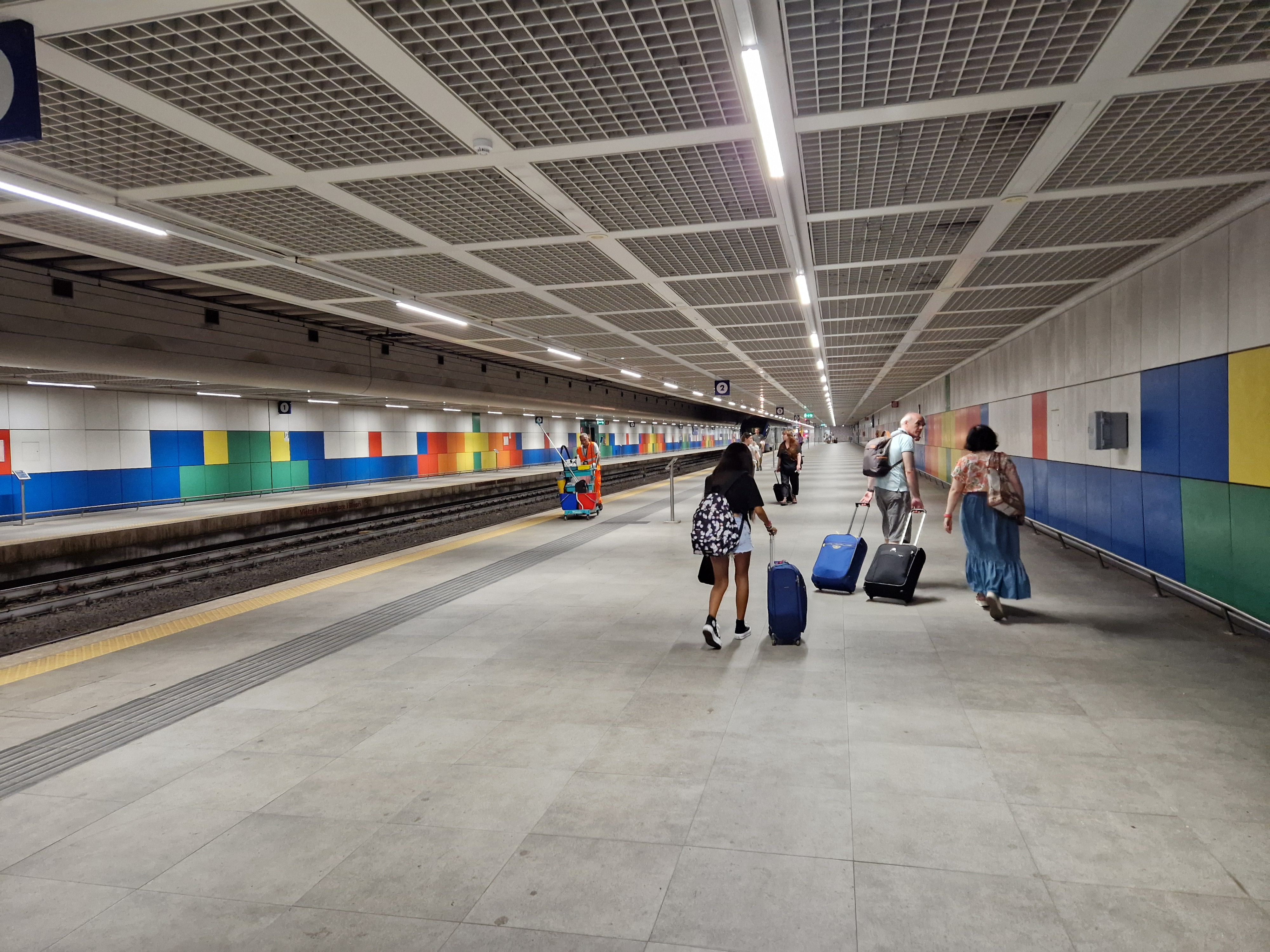
Marciapiede del binario 3
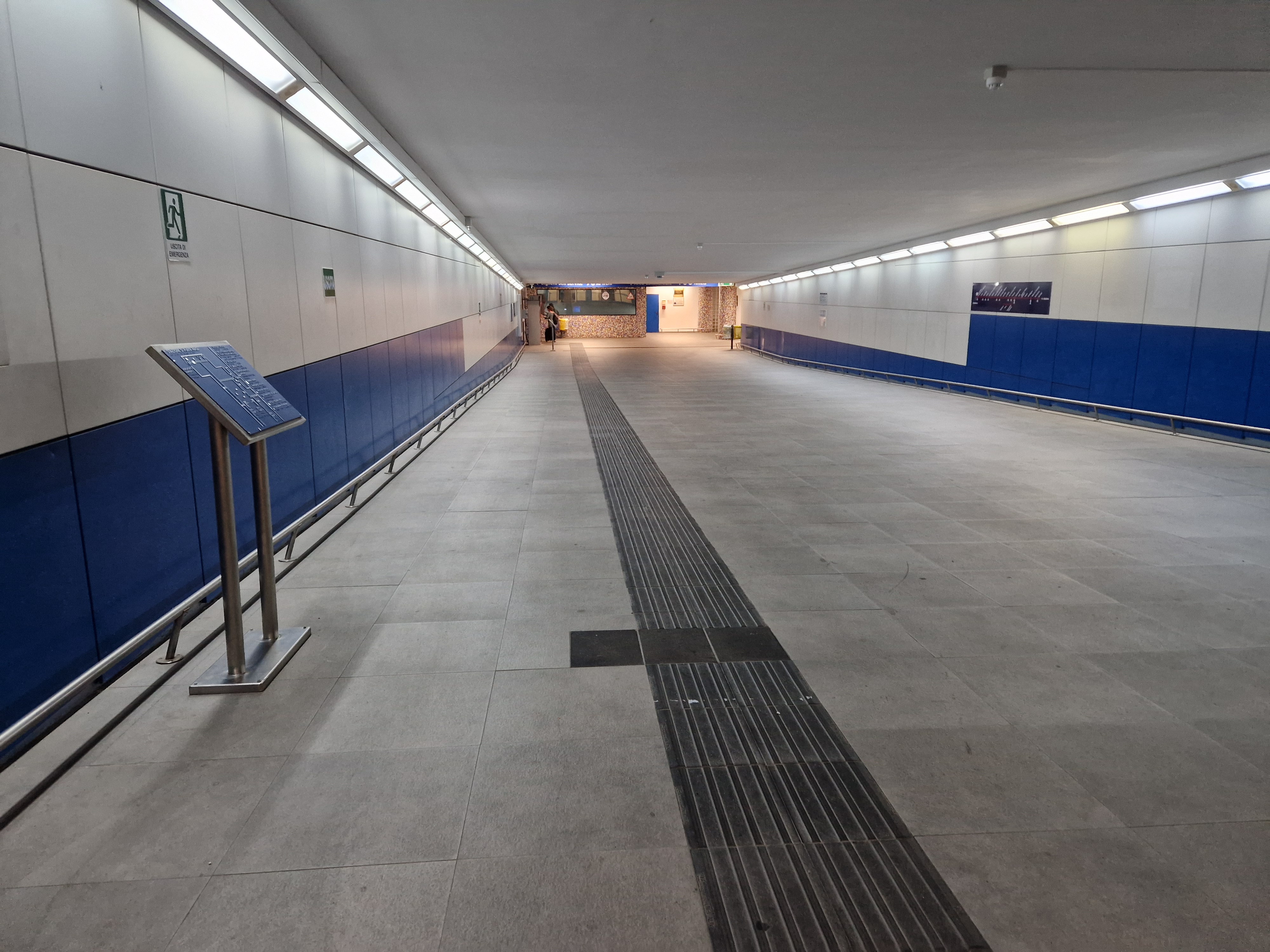
Ingresso della stazione